# The Grateful Dead (Album)
The Grateful Dead ist das Debütalbum der gleichnamigen Band Grateful Dead.

## Entstehung
Das Album wurde innerhalb von vier Tagen in einem Studio von Radio Corporation of America in Los Angeles aufgenommen. Eigentlich sollte das Album in ihrer Heimatstadt San Francisco aufgenommen werden, jedoch fand sich hier kein Tonstudio, welches den Ansprüchen genügte. Als Produzent konnte David Hassinger gewonnen werden, der als Tontechniker bei (I Can’t Get No) Satisfaction von The Rolling Stones und bei Surrealistic Pillow von Jefferson Airplane gearbeitet hatte.
Phil Lesh schreibt in seiner Autobiografie über die Aufnahmen, dass niemand von ihnen eine Ahnung davon hatte, was sie eigentlich taten. Der einzige Song, der so klang wie immer, war Viola Lee Blues.
Obwohl Grateful Dead zum ersten Mal für Aufnahmezwecke spielten und ihre Songs anders als sonst klangen, sahen sie die Aufnahme als große Chance an. Auch in ihrer Heimatstadt San Francisco wurde das Album angenommen, jedoch wurde es kaum von Radiostationen außerhalb von San Francisco gespielt. Erst nach einigen Monaten wurde das Album von den anderen Radiostationen aufgenommen. Zu Werbezwecken veranstaltete Warner Brother eine Release-Party in der Fugazi Hall in North Beach.
2001 wurde eine überarbeitete Version der neun Lieder und sechs Zusatzliedern von Rhino Records für das Boxset The Golden Road (1965–1973) auf den Markt gebracht, die dann auch 2003 als einzelne CD veröffentlicht wurden.
1971 wurde ein ähnlich betiteltes Live-Album names Grateful Dead veröffentlicht, welches oftmals mit diesem Album verwechselt wird.
Die originale LP wurde der Schallplatte mit einer 78er Laufzeit nachempfunden, die zu dieser Zeit schon wieder selten auf dem Markt war.
Auf dem Cover ist neben dem Titel und dem Bandnamen der Schriftzug: „In the land of the dark, the ship of the sun is drawn by the Grateful Dead“ zu lesen.

## Erfolge
In den Billboard Charts erreichte das Album den Platz 34.
Am 11. November 1971 erreichte das Album den Goldstatus.

## Trivia
Die Band nutzte das Pseudonym McGannahan Skyjellyfetti, um damit Lieder zu kennzeichnen, die gemeinschaftlich in der Band entstanden. Der Name wurde an einen Charakter von Kenneth Patchens Werk Memoirs of a Shy Pornographer angelehnt.

## Titelliste

### 1967 LP

#### Seite eins
1. „The Golden Road“ (Grateful Dead) – 2:13
2. „Beat It on Down the Line“ (Jesse Fuller) – 2:33
3. „Good Morning Little School Girl“ (Sonny Boy Williamson) – 5:45
4. „Cold Rain and Snow“ (Grateful Dead) – 2:31
5. „Sitting on Top of the World“ (Little Walter) – 2:07
6. „Cream Puff War“ (Jerry García) – 2:28

#### Seite zwei
1. „(Walk Me Out in the) Morning Dew“ (Bonnie Dobson, Tim Rose) – 5:08
2. „New, New Minglewood Blues“ (Noah Lewis) – 2:37
3. „Viola Lee Blues“ (Noah Lewis) – 10:13

### 2003 CD
1. „The Golden Road“ (Grateful Dead) – 2:07
2. „Beat It on Down the Line“ (Jesse Fuller) – 2:27
3. „Good Morning Little School Girl“ (Sonny Boy Williamson) – 6:32
4. „Cold Rain and Snow“ (Grateful Dead) – 2:26
5. „Sitting on Top of the World“ (Little Walter) – 2:43
6. „Cream Puff War“ (Jerry Garcia) – 3:18
7. „(Walk Me Out in the) Morning Dew“ (Bonnie Dobson, Tim Rose) – 5:16
8. „New, New Minglewood Blues“ (Noah Lewis) – 2:40
9. „Viola Lee Blues“ (Noah Lewis) – 10:09
10. „Alice D. Millionaire“ (Grateful Dead) – 2:22
  - Owsley Bear, Tontechniker von Grateful Dead, gewidmet, der in den 60ern LSD produzierte und bei einer Razzia verhaftet wurde. In den Zeitungen wurde er als „LSD Millionaire“ bezeichnet.
11. „Overseas Stomp (The Lindy)“ (Jab Jones, Will Shade) – 2:24
12. „Tastebud“ (Ron McKernan) – 4:18
13. „Death Don't Have No Mercy“ (instrumentale Version) (Gary Davis) – 5:20
14. „Viola Lee Blues“ (edited version) (Noah Lewis) – 3:00
15. „Viola Lee Blues“ (live at DANCE HALL - Rio Nido, 9. März 1967) (Noah Lewis) – 23:13